# کوربت (اورگن)
کوربت (به انگلیسی: Corbett) یک منطقهٔ مسکونی در ایالات متحده آمریکا است که در شهرستان مولتنومه، اورگن واقع شده‌است.